# Gaston Blanquart

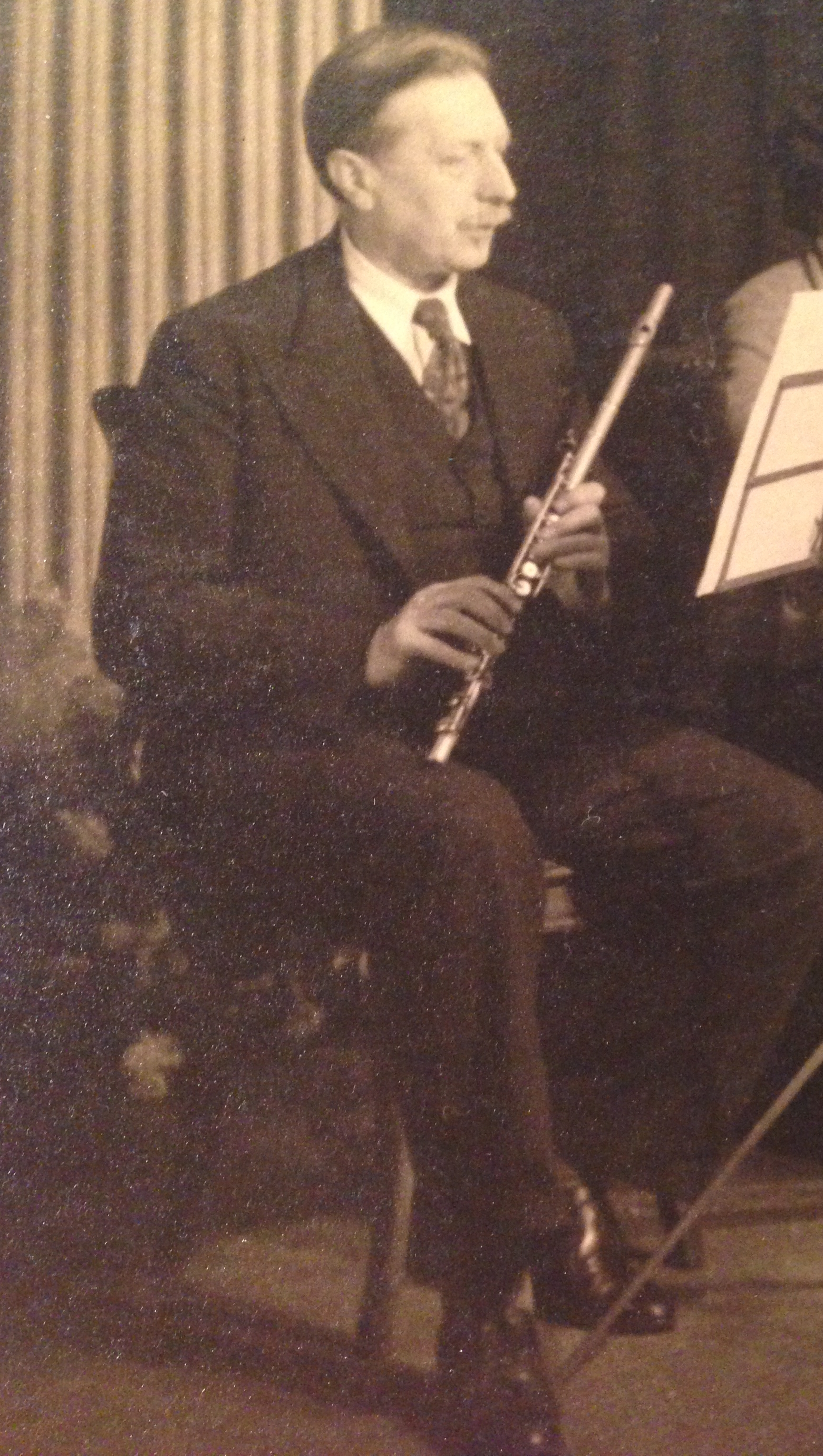
Gaston Blanquart

Gaston Blanquart (Raismes (Noorderdepartement), 2 juni 1877 – Clichy, 1 december 1962) was een Frans fluitist en muziekpedagoog.

## Opleiding
Blanquart was van eenvoudige afkomst. Hij begon met fluitlessen aan de Nationale School van Valenciennes. In 1894 werd hij toegelaten tot het Conservatoire de Paris. Zijn leraar Paul Taffanel beschouwde hem als een modelstudent. Op 28 juli 1898 behaalde hij een Premier prix met zijn vertolking van Fauré's Fantaisie (speciaal voor die gelegenheid geschreven), ten overstaan van een jury voorgezeten door Theodore Dubois, met daarin ook Fauré zelf, Gabriel Pierné en Charles-Marie Widor.

## Orkesten
In 1900 werd hij ingehuurd door Edward Column als vierde fluitist. In 1905 werd hij eerste fluitist van het Orchestre Colonne, welke positie hij 35 jaar zou houden.
Blanquart was betrokken bij de eerste uitvoeringen van belangrijke werken, zoals Maurice Ravels: Une barque sur l’océan (1907) en de Rhapsodie espagnole (1908), de Claude Debussy's Danses pour harpe (1904), en Vincent d'Indy's Jour d’été à la montagne (1906). Hij speelde met grote solisten die met het orkest optraden: Raoul Pugno, Pablo de Sarasate, Alfred Cortot, Pablo Casals, Jacques Thibaud. Dirigenten uit Blanquarts tijd zijn Arthur Nikisch, Richard Strauss, Claude Debussy, Gustav Mahler, die zijn tweede symfonie in 1910 bij het orkest leidde. Blanquart trad regelmatig op als solist. Hij kreeg veel bijval voor zijn vertolking van Prélude à l'après-midi d'un faune van Debussy.
Tot zijn vriendenkring behoorden vele solisten en componisten. Het is bekend dat hij zeer werd gewaardeerd door Camille Saint-Saens en dat hij de favoriete fluitist was Maurice Ravel. Hij werkte samen met onder anderen Nadia Boulanger, Pablo Casals, George Enescu, Lili Laskine en Jacques Thibaud. Hij was een vriend van Pierre Monteux, die hem inhuurde voor zijn orkest voor de Ballets Russes. Blanquart speelde een aantal premières van werk van Igor Stravinsky: Petroesjka in juni 1911 in het Théâtre du Châtelet, Le Rossignol in mei 1914 en Le Sacre du printemps in het Théâtre des Champs-Élysées op 29 mei 1913. Albert Roussel droeg het tweede deel Tityre uit Joueurs de Flûte in 1924 op aan Blanquart.
In 1923 werd Blanquart aangesteld in het orkest van de Opera. In december 1927 speelde hij in de Salle Pleyel in de enige uitvoering in Frankrijk van Arnold Schönbergs Pierrot Lunaire onder leiding van de componist zelf. De laatste voorstelling waar Blanquart bij speelde was Faust van Charles Gounod, waarbij de rol van Marguerite werd gezongen door de 25-jarige zangeres Victoria de los Ángeles.

## Docent
Blanquart trouwde in 1900 met de celliste Fernande Dauphin. Ze kregen twee kinderen, Edmond, en de latere harpist Marcelle, soliste in de Concerts Poulet en de Concerts Colonne, en latere moeder van Arlette Sweetman. Blanquart had gedurende zijn leven een groot aantal studenten, zowel privé als aan de Schola Cantorum en aan het Institut Berlioz. Hij nodigde veel muziekliefhebbers uit, waaronder de professoren Alexandre Minkowski en Louis Leprince Ringuet. In hun huis aan de Rue Miromesnil gaven Blanquart, zijn vrouw en zijn dochter alle drie de hele dag les.

## Sociaal betrokken
Blanquart stond erom bekend dat hij klaarstond om de meest kwetsbare mensen te helpen. Aan het begin van de Eerste Wereldoorlog werd hij gevangengenomen en gedurende vier jaar geïnterneerd met twaalfduizend andere gevangenen in Kamp Minden (Westfalen). Tijdens zijn verblijf toonde hij zijn naastenliefde, ongewoon in dergelijke omstandigheden. "Het leek wel Gaston in Blanquart bij iedereen iets oplegde door zijn kunst, met zijn doordachte kalmte en ook door een soort vriendelijkheid die afkomstig was van zijn persoonlijkheid. Er waren helaas niet veel mannen zoals hij", schreef medegevangene Maurice Carton.

Blanquart was actief in het gemeenschapsleven en hielp zowel jongere als oudere musici. In november 1962 werd hij ziek. Gedurende zijn ziekbed instrueerde hij zijn familie regelmatig om mensen te helpen. Hij overleed op 85-jarige leeftijd in zijn slaap.

## Prijzen en onderscheidingen
In november 1953 werd hij benoemd tot Ridder in het Franse Legioen van Eer. Het bijbehorende kruis werd hem uitgereikt door Maurice Lehmann, directeur van de Opera.
- Bibliothèque nationale de France: cb147522616 (data)
- International Standard Name Identifier: 0000 0003 9063 3807
- MusicBrainz: 7450a179-f1cb-44d9-9831-45f2b7450709
- Nederlandse Thesaurus van Auteursnamen: 072606045
- Virtual International Authority File: 284340300
- WorldCat: E39PBJk8VRCgFCkdTtGHd9Vgrq